# ウェイクアップ ベイベェ ウェイクアップ!
「ウェイクアップ ベイベェ ウェイクアップ!」は、岩田光央の8作目のシングル。2011年7月27日にLantisから発売された。

## 概要
前作「フルーツマン」から9ヶ月ぶりにリリースした本作は大人のパンクで攻めまくる、メッセージの強い楽曲に仕上がった。

### 主な記録
- オリコンウィークリーチャートでは最大のヒット作である「Goin' My Speedway」以来の100位入りとなり、本作で最高順位を69位に更新した[2]。

## 収録曲
（全作詞：岩田光央）
1. ウィクアップ ベイベェ ウィクアップ! [4:09]
作曲・編曲：佐々倉有吾
2. キトドキ [4:55]
作曲・編曲：山田高弘
3. ウェイクアップ ベイベェ ウェイクアップ!（Instrumental）
4. トキドキ（Instrumental）